# Fariman
Farīmān (farsi فریمان) è il capoluogo dello shahrestān di Fariman, circoscrizione Centrale, nella provincia del Razavi Khorasan in Iran. Aveva, nel 2006, una popolazione di 32.610 abitanti. La città è conosciuta per i suoi zuccherifici.

Farimaan